# Yüksek Sadakat
Yüksek Sadakat – turecki zespół rockowy, reprezentant Turcji podczas 56. Konkursu Piosenki Eurowizji w 2011 roku.

## Historia zespołu
Zespół został założony w 1997 roku w Stambule przez autora tekstów i basistę Kutlu Özmakinacıego. Grupa stała się popularna w 2006 roku po wydaniu swojego debiutanckiego albumu zatytułowanego Yüksek Sadakat. Pierwszy singiel z płyty, „Belki üstümüzden bir kus geçer”, okazał się hitem na wielu listach przebojów lokalnych stacji radiowych.
W 2008 roku zespół wydał swoją drugą płytę długogrającą zatytułowaną Katil & Maktûl. Pod koniec roku w stacji radiowej TRT Radio 1 zrealizowany został specjalny program poświęcony historii zespołu. W listopadzie 2009 roku zespół wyruszył w europejską trasę koncertową, w ramach której zagrał koncerty w Niemczech, Holandii, Belgii i Szwajcarii.
W styczniu 2011 roku telewizja turecka wewnętrznie wybrała zespół na reprezentanta Turcji podczas 56. Konkursu piosenki Eurowizji z utworem „Live It Up”. 10 maja zespół wystąpił w pierwszym półfinale widowiska i zajął ostatecznie 13. miejsce, przez co nie zakwalifikował się do finału.
W tym samym roku ukazał się trzeci album studyjny zespołu zatytułowany Renk körü. W 2013 roku grupa wydała dwa nowe single – „Fener” i „Seninle”.

## Dyskografia

### Albumy
- Yüksek Sadakat (2006)
- Katil & Maktûl (2008)
- Renk Körü (2011)